# Temptation
Temptation (на английски, значение: Изкушение) е първият студиен албум на германската група Monrose. Излиза на пазара на 8 декември 2006 под лейбъла Starwatch Music (Warner Music) като музикалните стилове, към които е насочен са поп и R&B. Някои от песните в албума за продоцирани от Дитер Фалк, един от журито на петия сезон на кастингшоуто Попстарс. Останалите песни са написани и продуцирани от добре познати европейски продуценти и автори на песни, сред които Тони Котура, Жиант и Марк Моцарт. До месец май 2007 година Temptation е продаден над 400 000 пъти и притежава сертивикат 3 пъти платинен.

## Списък с песните

### Оригинален траклист
1. „Shame“ – 3:28
2. „Even Heaven Cries“ – 3:54
3. „Oh La La“ – 3:44
4. „No“ – 2:56
5. „I’m Gonna Freak Ya“ – 3:26
6. „Love Don’t Come Easy“ – 4:38
7. „Two of a Kind“ – 3:11
8. „Your Love Is Right Over Me“ – 4:34
9. „Work It“ – 3:52
10. „Do That Dance“ – 3:24
11. „Live Life Get By“ – 3:56
12. „Push Up on Me“ – 4:04

### Musicload бонус трак
1. „Butt Butt“ – 3:01